# Chelisoches
Chelisoches – rodzaj skorków z rodziny Chelisochidae i podrodziny Chelisochinae.
Są to średnich rozmiarów skorki o nabrzmiałej głowie z dość dobrze zaznaczonymi szwami. Czułki ich buduje od 15 do 20 członów. Proporcje przedplecza mogą być różne, ale jego przedni brzeg jest zawsze ścięta, a brzegi boczne ku tyłowi rozbieżne i tam też jest ono najszersze. Dużych rozmiarów pokrywy (tegminy) nakrywają dobrze lub w pełni rozwinięte skrzydła tylnej pary. Stosunkowo krótkie odnóża mają niezbyt grube uda, spłaszczone golenie z bruzdą na wierzchołkowej połowie długości powierzchni grzbietowej oraz bardzo krótkie stopy. Odwłok cechują mniej lub bardziej równoległe brzegi boczne oraz zazwyczaj punktowany ostatni z jego tergitów. Przysadki odwłokowe (szczypce) u samca zwykle mają krawędzie wewnętrzne ramion uzbrojone w jeden lub więcej ząbków. Narządy genitalne samca odznaczają się paramerami zewnętrznymi o płacie zewnętrznym w formie wyraźnego zęba, często z wydłużonym wierzchołkiem, a płacie wewnętrznym zredukowanym tak bardzo, że w zasadzie nierozpoznawalnym.
Przedstawiciele podrodziny zasiedlają krainy: etiopską, madagaskarską, orientalną i australijską. Wyjątkiem jest Ch. morio, który zawleczony został do Ameryki Północnej.
Rodzaj ten wprowadzony został w 1876 roku przez Samuela Hubbarda Scuddera. Należy doń 15 opisanych gatunków:
- Chelisoches annulatus Burr, 1906
- Chelisoches ater Dubrony, 1879
- Chelisoches australicus (Guillon, 1841)
- Chelisoches calopteryx Günther, 1929
- Chelisoches cheesmanae Hincks, 1952
- Chelisoches chopardi Hincks, 1953
- Chelisoches flavipennis (Fabricius, 1793)
- Chelisoches handschini Günther, 1934
- Chelisoches kimberleyensis Mjöberg, 1913
- Chelisoches malgachus de Bormans, 1903
- Chelisoches morio (Fabricius, 1775)
- Chelisoches paravicinii Günther, 1933
- Chelisoches persimilis Menozzi, 1933
- Chelisoches semirufus Borelli, 1926
- Chelisoches variegatus (Burr, 1917)